# Žiga Fifolt
Žiga Fifolt (Novo Mesto, 9 ottobre 1993) è un cestista sloveno.